# میرژان شرماخانبت
میرجان شیرمحمد (به قزاقی: Мейіржан Шермаханбет) یک کشتی‌گیر فرنگی‌کار اهل قزاقستان است. 
از افتخارات وی می‌توان به کسب مدال نقره بازی‌های آسیایی ۲۰۲۲ و مدال برنز مسابقات قهرمانی کشتی جهان ۲۰۱۸ اشاره کرد.

## فعالیت حرفه‌ای

### مسابقات قهرمانی کشتی جهان ۲۰۱۸
شیرمحمد در وزن ۶۷ کیلوگرم کشتی فرنگی مسابقات قهرمانی کشتی جهان ۲۰۱۸ بوداپست حاضر بود که در مسابقه‌های اول تا سوم آتاکان یوکسل از ترکیه، اسماعیل بوررو از کوبا و محمدرضا گرایی از ایران را شکست داد اما در نیمه نهایی به آرتم سورکوف از روسیه باخت و به دیدار رده‌بندی رفت. وی در دیدار رده‌بندی ماماداسا سیلا از فرانسه را شکست داد و مدال برنز وزن ۶۷ کیلوگرم را بدست آورد.